# Vecktrattskivling
Vecktrattskivling (Clitocybe costata) är en svampart som beskrevs av Kühner & Romagn. 1954. Clitocybe costata ingår i släktet Clitocybe och familjen Tricholomataceae.   Inga underarter finns listade i Catalogue of Life.
I den svenska databasen Dyntaxa används istället namnet Infundibulicybe costata för samma taxon.  Arten är reproducerande i Sverige.

## Källor

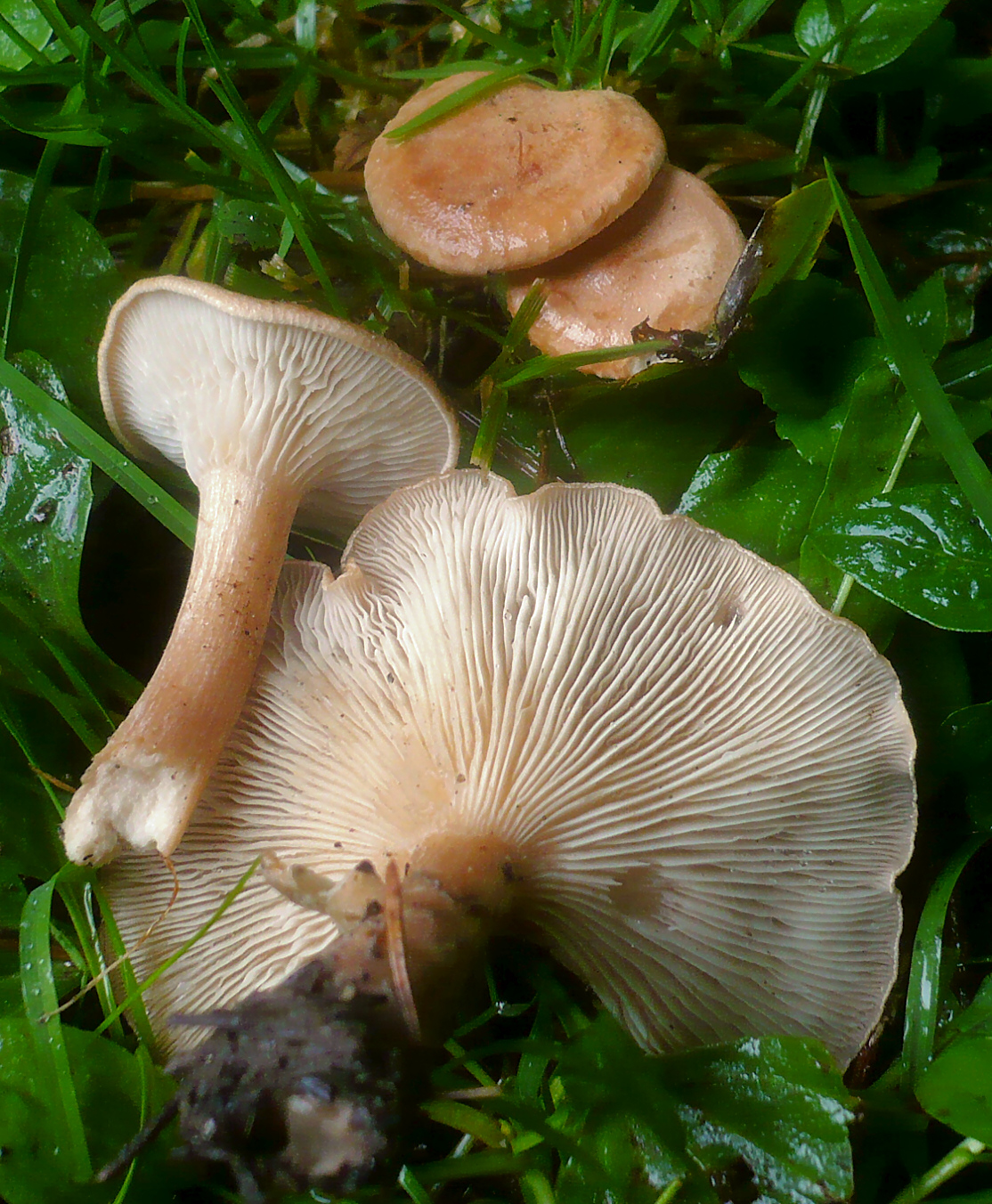
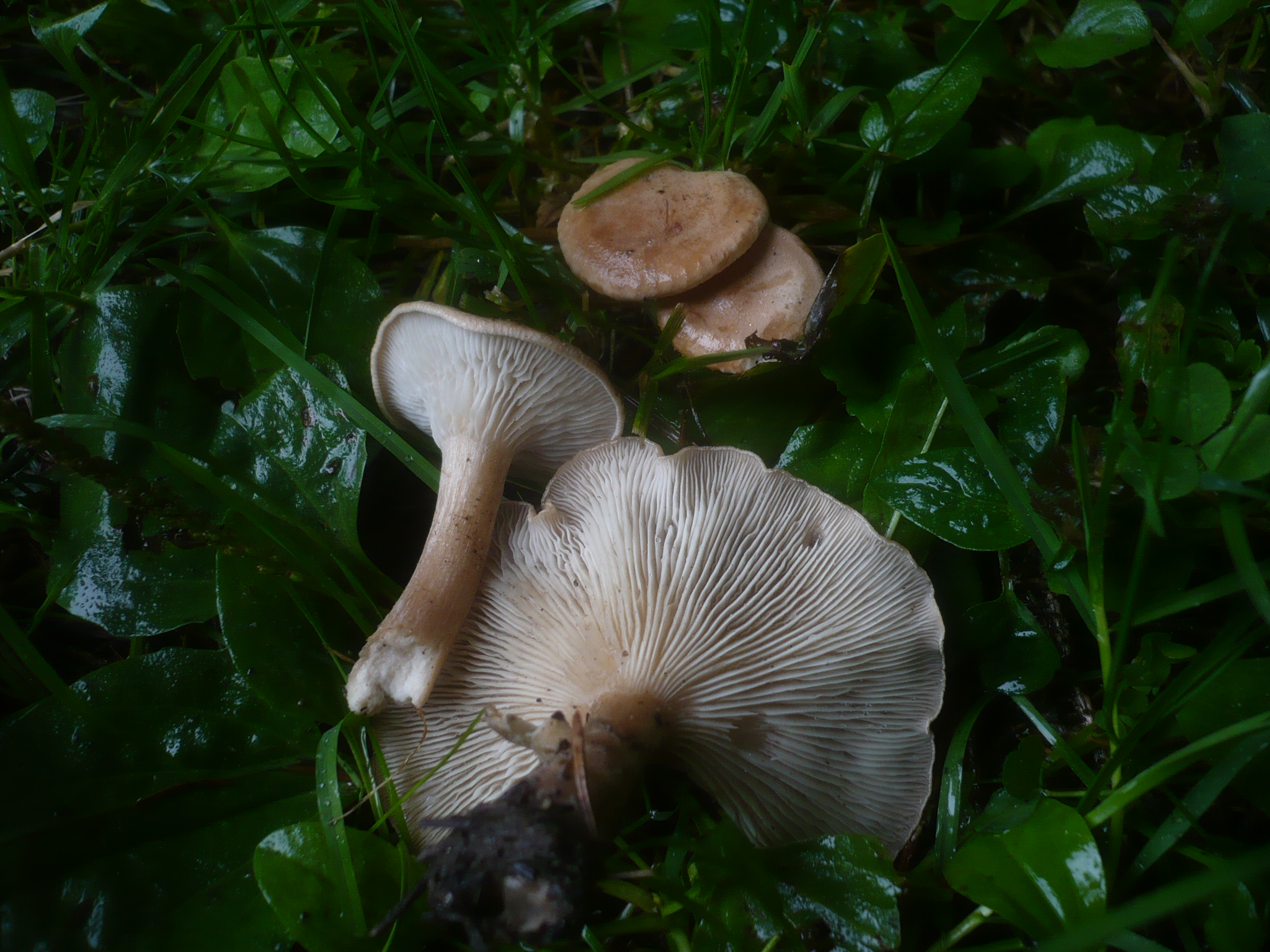
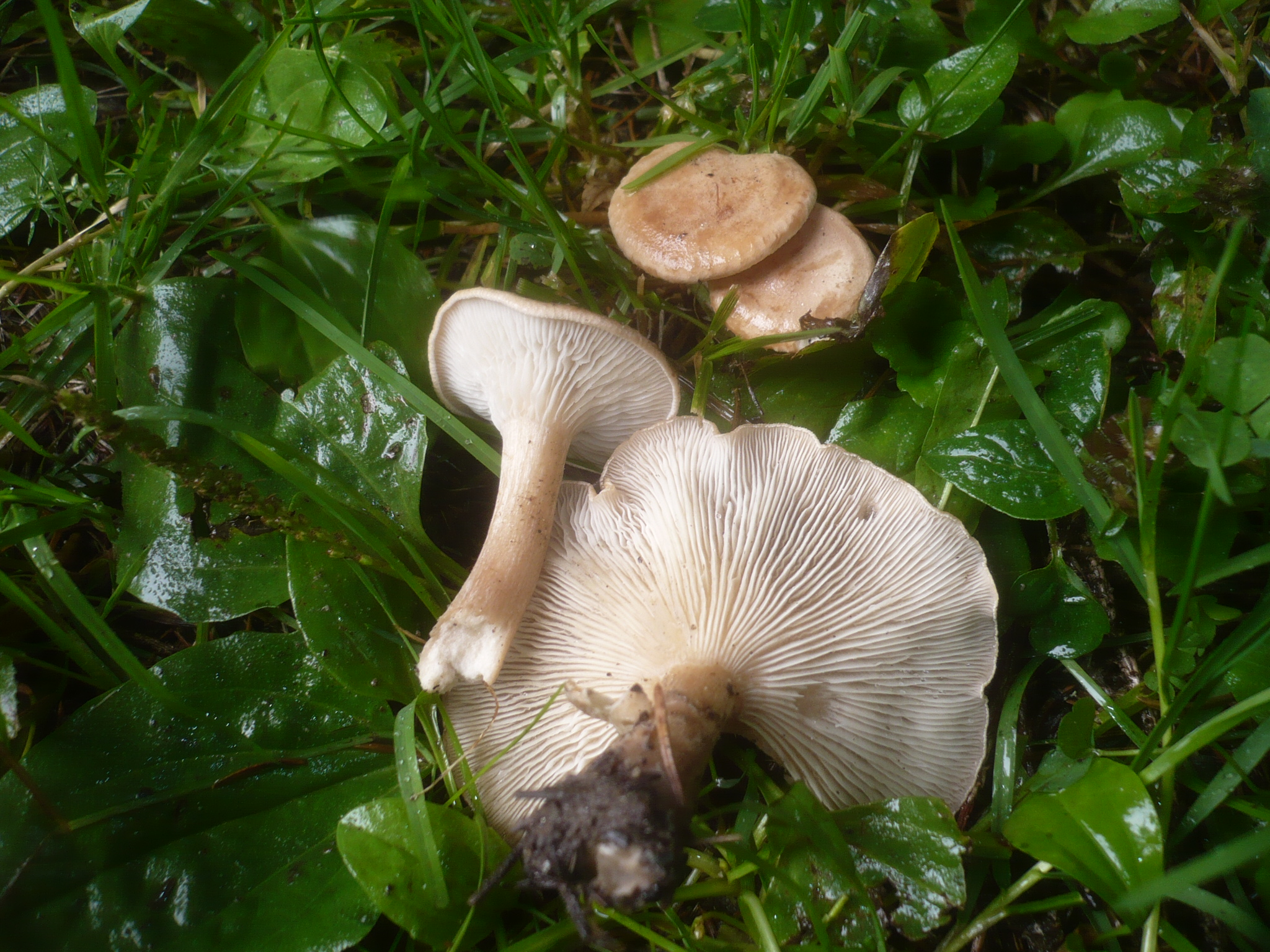
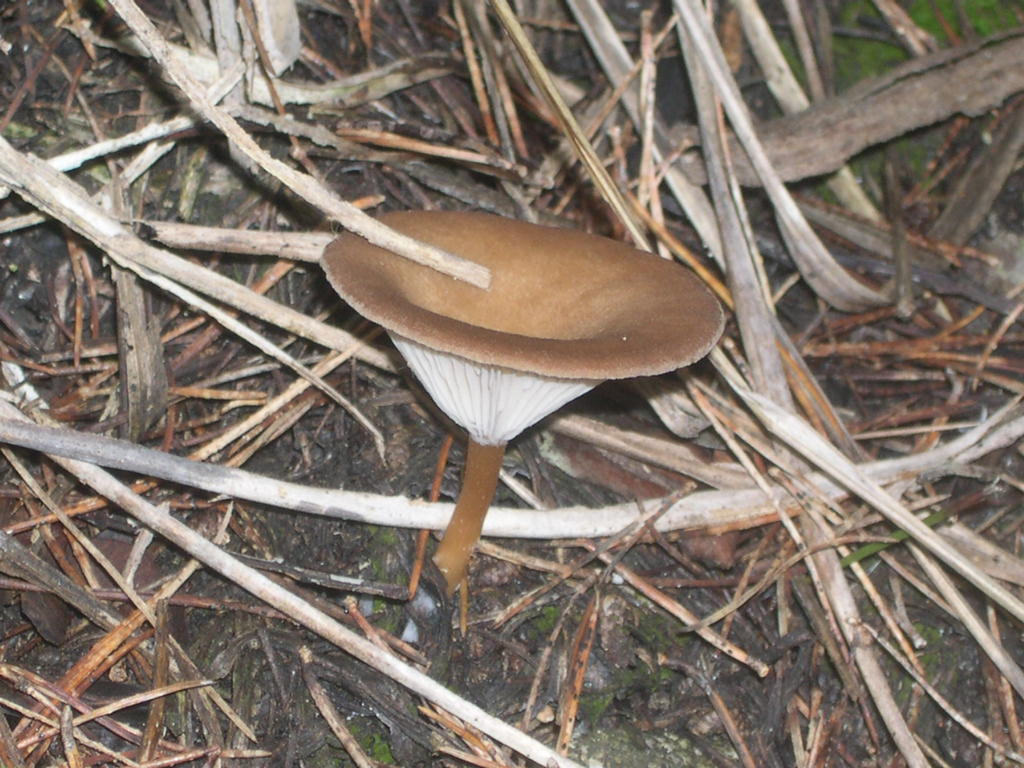
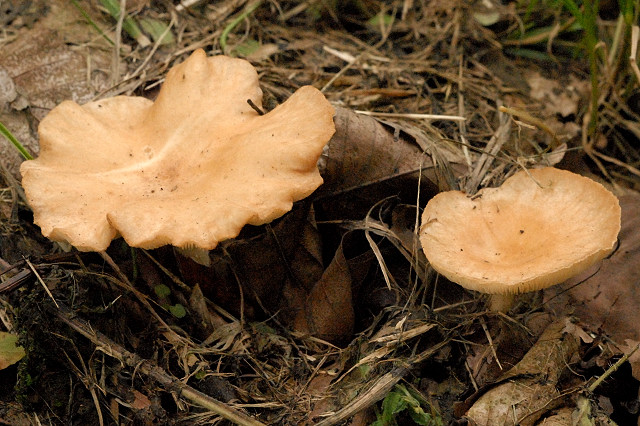
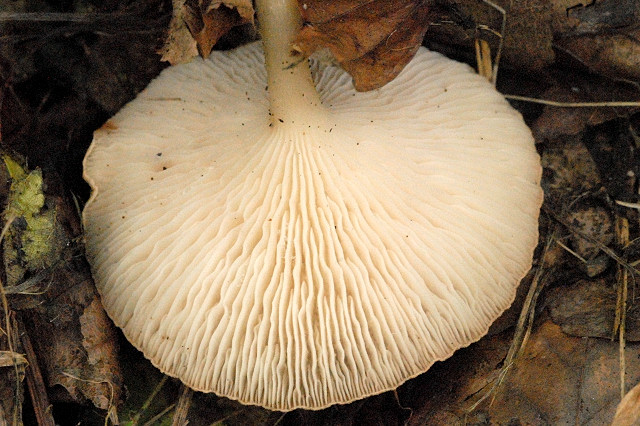